# Thirmida thermidoides
Thirmida thermidoides är en fjärilsart som beskrevs av Talbot. Thirmida thermidoides ingår i släktet Thirmida och familjen tandspinnare. Inga underarter finns listade i Catalogue of Life.